# Destination X (2015)
L'édition 2015 de Destination X est une manifestation de catch professionnel télédiffusée. Habituellement, Destination X est un PPV disponible uniquement en paiement à la séance. L'événement, produit par la Total Nonstop Action Wrestling, s'est déroulé le 17 mai 2015 et sera diffusé le 10 juin 2015 au Impact Wrestling Zone à Orlando. Il s'agit de la troisième édition de Destination X.

## Contexte
Les spectacles de la Total Nonstop Action Wrestling en paiement à la séance sont constitués de matchs aux résultats prédéterminés par les scénaristes de la TNA. Ces rencontres sont justifiées par des storylines - une rivalité avec un catcheur, la plupart du temps - ou par des qualifications survenues dans les émissions de la TNA telles que Impact Wrestling et Xplosion. Tous les catcheurs possèdent un gimmick, c'est-à-dire qu'ils incarnent un personnage face (gentil) ou heel (méchant), qui évolue au fil des rencontres. Un pay-per-view comme Destination X est donc un évènement tournant pour les différentes storylines en cours.

## Tableau des Matchs
| # | Match                                                        | Stipulations                                            | Temps |
| - | ------------------------------------------------------------ | ------------------------------------------------------- | ----- |
| 1 | Kurt Angle (c) bat Rockstar Spud                             | Match simple pour le TNA World Heavyweight Championship |       |
| 2 | Low Ki bat Manik, Crazzy Steve                               | Match qualificatif pour le TNA X Division Championship  | 3:30  |
| 3 | Tigre Uno bat DJ Z & Mandrews                                | Match qualificatif pour le TNA X Division Championship  | 5:25  |
| 4 | Taryn Terrell (c) contre Awesome Kong se finit en No-Contest | Match simple pour le TNA Women's Knockout Championship  |       |
| 5 | Grado bat Jonathan Cruz et Kenny King                        | Match qualificatif pour le TNA X Division Championship  | 5:12  |
| 6 | Bram bat Crimson                                             | Match simple                                            | 4:27  |
| 7 | Kurt Angle (c) bat Austin Aries                              | Match simple pour le TNA World Heavyweight Championship | 17:57 |